# The Bodyguard (banda sonora)
The Bodyguard es la banda sonora de la película El guardaespaldas, estrenada el 17 de noviembre de 1992 bajo el sello discográfico Arista Records y que presenta 6 canciones de la cantante estadounidense Whitney Houston, así como también canciones de otros notables artistas; el álbum fue coproducido ejecutivamente por Whitney Houston y Clive Davis. La banda sonora ganó más tarde el premio Grammy por "Álbum del Año" y 18 discos de platinos por vender 18 millones de copias en Norteamérica, además de vender 45 millones de copias a nivel mundial, convirtiéndola en la banda sonora más vendida de todos los tiempos.

## Lista de canciones
| #   | Título | Tiempo |
| --- | --- | ------ |
| 1.  | "Whitney Houston - I Will Always Love You" (Dolly Parton)                                                                                              | 4:31   |
| 2.  | "Whitney Houston - I Have Nothing" (David Foster y Linda Thompson)                                                                                     | 4:50   |
| 3.  | "Whitney Houston - I'm Every Woman" (Nick Ashford y Valerie Simpson)                                                                                   | 4:46   |
| 4.  | "Whitney Houston - Run to You" (Allan Rich y Jud Friedman)                                                                                             | 4:24   |
| 5.  | "Whitney Houston - Queen Of The Night" (Whitney Houston, L.A. Reid y Babyface)                                                                         | 3:08   |
| 6.  | "Whitney Houston - Jesus Loves Me" (Bebe Winans, Anna B. Warner y William B. Bradbury)                                                                 | 5:11   |
| 7.  | "Kenny G y Aaron Neville - Even If My Heart Would Break" (Franne Golde y Adrian Gurvitz)                                                               | 4:58   |
| 8.  | "Lisa Stansfield - Someday (I'm Coming Back)" (Lisa Stansfield, Ian Devaney y Andy Morris)                                                             | 4:57   |
| 9.  | "The S.O.U.L. S.Y.S.T.E.M. - It's Gonna Be A Lovely Day" (Bill Withers, David Cole, Robert Clivillés, Skip Scarborough, Tommy Never y Michelle Visage) | 4:47   |
| 10. | "Curtis Stigers - (What's So Funny 'Bout) Peace, Love And Understanding" (Nick Lowe)                                                                   | 4:04   |
| 11. | "Kenny G - Waiting For You" (Kenny G) | 4:54   |
| 12. | "Joe Cocker featuring Sass Jordan - Trust In Me" (Charlie Midnight, Marc Swersky y Francesca Beghe)                                                    | 4:12   |
| 13. | "Alan Silvestri - Theme From The Bodyguard" (Alan Silvestri)                                                                                           | 2:40   |

## Sencillos
- I Will Always Love You (US #1 por 14 semanas, US Hot 100 Airplay #1 por 11 semanas)
- I Have Nothing (US #4, US Hot 100 Airplay #1)
- I'm Every Woman (US #4, US Hot 100 Airplay #1)
- Run to You (US #31, US Hot 100 Airplay #26)
- Queen Of The Night (UK Singles Chart #14, US Hot 100 Airplay #36)

## Posicionamiento en listas
| Lista (1992)                                              | Máxima Posición |
| --------------------------------------------------------- | --------------- |
| Alemania (Media Control Charts)                           | 1               |
| Austria (Ö3 Austria)                                      | 1               |
| Canadá (Top Albums/CDs)                                   | 1               |
| Estados Unidos (Billboard 200)                            | 1               |
| Estados Unidos (Top R&B/Hip-Hop Albums)[cita requerida]   | 1               |
| Francia (SNEP)                                            | 1               |
| Italia (FIMI)                                             | 1               |
| Noruega (VG-lista)                                        | 1               |
| Nueva Zelanda (Recorded Music NZ)                         | 1               |
| Países Bajos                                              | 1               |
| Reino Unido (UK Compilation Albums Chart)[cita requerida] | 1               |
| Suecia (Sverigetopplistan)                                | 1               |
| Suiza (Schweizer Hitparade)                               | 1               |

| Listas (2012)                       | Máxima Posición |
| ----------------------------------- | --------------- |
| Estados Unidos (Billboard 200)      | 5               |
| Estados Unidos (Soundtrack Albums)  | 1               |
| Estados Unidos (Top Catalog Albums) | 2               |